# Tour des Alpes-Maritimes
Tour des Alpes-Maritimes (indtil 2019 kendt som Tour du Haut-Var og fra 2020-2023 som Tour des Alpes-Maritimes et du Var) er et etapelandevejsløb på cykel i departementet Alpes-Maritimes i Provence i Frankrig. Løbet er i februar måned, længe før cykelrytterne er antaget at være i deres bedste form. Siden 2009 har det været organiseret som et 2.1.-klasseløb i UCI Kontinental Tourene. 

## Historie
Joop Zoetemelk har vundet løbet tre gange, i 1973, 1979 og 1983. Løbet blev for første gang arrangeret i 1969. Oprindelig var det et endagsløb over 197 km på en kuperet rute. Både start og mål var i byen Draguignan.
I 2024 blev løbet Tour des Alpes-Maritimes et du Var opdelt i to løb, Classic Var som et endagsløb, der køres om fredagen, og Tour des Alpes-Maritimes, der køres lørdag og søndag som et etapeløb. Frédéric Maistre, eventchef hos dagbladet Nice-Matin, udtalte: "Vi har givet hvert departement sit løb, fordi Var såvel som Alpes-Maritimes har deres egen personlighed. Vi ønskede, at hvert område skulle være repræsenteret."

## Vindere
| År                                 | Vinder                 | Toer                   | Treer                  |
| ---------------------------------- | ---------------------- | ---------------------- | ---------------------- |
| Nice-Seillans                      |                        |                        |                        |
| 1969                               | Raymond Poulidor       | Willy Monty            | Albert Van Vlierberghe |
| 1970                               | René Grelin            | Wladimiro Panizza      | Roberto Poggiali       |
| 1971                               | Désiré Letort          | Bernard Labourdette    | Jean-Pierre Parenteau  |
| 1972                               | Frans Verbeeck         | Jean-Claude Genty      | Pierre Rivory          |
| 1973                               | Joop Zoetemelk         | Roger Rosiers          | Luis Ocaña             |
| 1974                               | Gerben Karstens        | Georges Talbourdet     | José Catieau           |
| Draguignan-Seillans                |                        |                        |                        |
| 1975                               | Raymond Delisle        | Miguel María Lasa      | Patrick Perret         |
| Seillans-Draguignan                |                        |                        |                        |
| 1976                               | Frans Verbeeck         | Jan Raas               | André Chalmel          |
| Tour du Haut-Var                   |                        |                        |                        |
| 1977                               | Bernard Thévenet       | Henk Lubberding        | Johan De Muynck        |
| 1978                               | Freddy Maertens        | Joop Zoetemelk         | Jean-Luc Vandenbroucke |
| 1979                               | Joop Zoetemelk         | Jean Chassang          | Jean-René Bernaudeau   |
| 1980                               | Pascal Simon           | Seán Kelly             | Guy Sibille            |
| 1981                               | Jacques Bossis         | Francis Castaing       | Jean-Luc Vandenbroucke |
| 1982                               | Seán Kelly             | Francis Castaing       | Paul Sherwen           |
| 1983                               | Joop Zoetemelk         | Stephen Roche          | Kim Andersen           |
| 1984                               | Éric Caritoux          | Robert Millar          | Pascal Simon           |
| 1985                               | Charly Mottet          | Éric Caritoux          | Steve Bauer            |
| 1986                               | Pascal Simon           | Marc Madiot            | Dag Otto Lauritzen     |
| 1987                               | Rolf Gölz              | Ronan Pensec           | Martin Earley          |
| 1988                               | Luc Roosen             | Seán Kelly             | Etienne De Wilde       |
| 1989                               | Gérard Rué             | Roland Le Clerc        | Luc Roosen             |
| 1990                               | Luc Leblanc            | Claude Criquielion     | Alberto Elli           |
| 1991                               | Éric Caritoux          | Etienne De Wilde       | Willem Van Eynde       |
| 1992                               | Gérard Rué             | Fabian Jeker           | Frédéric Moncassin     |
| 1993                               | Thierry Claveyrolat    | Fabian Jeker           | Gérard Guazzini        |
| 1994                               | Laurent Brochard       | Eddy Seigneur          | Ronan Pensec           |
| 1995                               | Marco Lietti           | Luca Scinto            | Giuseppe Guerini       |
| 1996                               | Bruno Boscardin        | Léon van Bon           | Tristan Hoffman        |
| 1997                               | Rodolfo Massi          | Richard Virenque       | Laurent Jalabert       |
| 1998                               | Laurent Jalabert       | Pascal Chanteur        | Emmanuel Magnien       |
| 1999                               | Davide Rebellin        | Beat Zberg             | Christophe Bassons     |
| 2000                               | Daniele Nardello       | Andrej Kiviljov        | Davide Rebellin        |
| 2001                               | Daniele Nardello       | Nicolaj Bo Larsen      | Davide Rebellin        |
| 2002                               | Laurent Jalabert       | Alekszandr Vinokurov   | Robbie McEwen          |
| 2003                               | Sylvain Chavanel       | Samuel Sánchez         | Andrej Kiviljov        |
| 2004                               | Marc Lotz              | Dmitrij Fofonov        | Stijn Devolder         |
| 2005                               | Philippe Gilbert       | Ruggero Marzoli        | Cédric Vasseur         |
| 2006                               | Leonardo Bertagnolli   | Pietro Caucchioli      | Jurgen Van De Walle    |
| 2007                               | Filippo Pozzato        | Simon Gerrans          | Ricardo Serrano        |
| 2008                               | Davide Rebellin        | Rinaldo Nocentini      | Aleksandr Botjarov     |
| 2009                               | Thomas Voeckler        | David Moncoutié        | Jussi Veikkanen        |
| 2010                               | Christophe Le Mével    | Bert De Waele          | Julien El Fares        |
| 2011                               | Thomas Voeckler        | Julien Antomarchi      | Rinaldo Nocentini      |
| 2012                               | Jonathan Tiernan-Locke | Julien El Fares        | Julien Simon           |
| 2013                               | Arthur Vichot          | Lars Boom              | Laurens ten Dam        |
| 2014                               | Carlos Betancur        | Samuel Dumoulin        | Amaël Moinard          |
| 2015                               | Ben Gastauer           | Philippe Gilbert       | Jonathan Hivert        |
| 2016                               | Arthur Vichot          | Jesús Herrada          | Diego Ulissi           |
| 2017                               | Arthur Vichot          | Julien Simon           | Romain Hardy           |
| 2018                               | Jonathan Hivert        | Alexis Vuillermoz      | Rudy Molard            |
| 2019                               | Thibaut Pinot          | Romain Bardet          | Hugh Carthy            |
| Tour des Alpes-Maritimes et du Var |                        |                        |                        |
| 2020                               | Nairo Quintana         | Romain Bardet          | Richie Porte           |
| 2021                               | Gianluca Brambilla     | Michael Woods          | Bauke Mollema          |
| 2022                               | Nairo Quintana         | Tim Wellens            | Guillaume Martin       |
| 2023                               | Kévin Vauquelin        | Aurélien Paret-Peintre | Neilson Powless        |
| Tour des Alpes-Maritimes           |                        |                        |                        |
| 2024                               | Benoît Cosnefroy       | Vincenzo Albanese      | Aurélien Paret-Peintre |
| 2025                               | Cristian Scaroni       | Santiago Buitrago      | Lenny Martinez         |